# (1382) Gerti
(1382) Gerti est un astéroïde de la ceinture principale découvert le 21 janvier 1925 par l'astronome allemand Karl Wilhelm Reinmuth. Le lieu de découverte est Heidelberg (024). Sa désignation provisoire était 1925 BB.